# IBM Portable Personal Computer

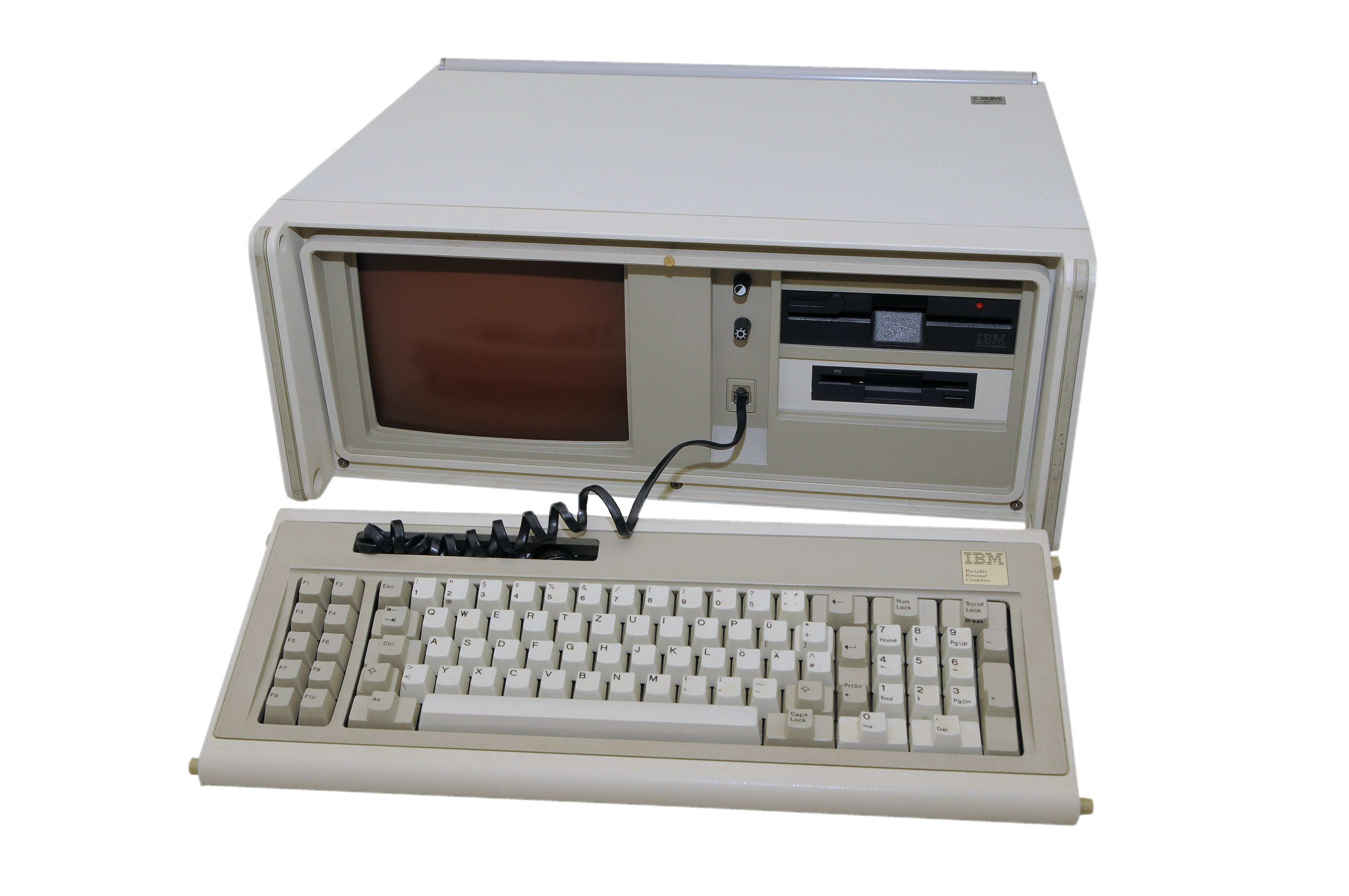
Der IBM Portable Personal Computer, 3 ½-Zoll-Disk-Laufwerk nachgerüstet

Der IBM Portable Personal Computer oder IBM 5155 war ein IBM PC XT in einem beigen, tragbaren Gehäuse mit integriertem, grafikfähigem 9-Zoll-Bildschirm (Kathodenstrahlröhre), in bernsteinfarbener, monochromer Ausführung. Die Tastatur bildete den Boden des Koffers und diente gleichzeitig zum Schutz von Bildschirm und Disketten-Laufwerk an der Front des PCs. Sie konnte zum Arbeiten wahlweise nur oben oder komplett ausgeklipst werden und wurde per Spiralkabel mit RJ-Stecker an der Gehäusefront angeschlossen. Zum Einklappen der Tastatur musste das Kabel in einem dafür vorgesehenen Schlitz im oberen Teil verstaut werden.
Der Portable wog ca. 15 kg und wurde gegen Aufpreis in einer blauen Tragetasche aus Leinen geliefert. Mit stoßsicherer 10-MB-Festplatte und 256-kB-Hauptspeicher – eine Aufrüstung auf 640 kB war gegen Aufpreis möglich – waren etwa 20.000 DM zu zahlen (nach heutiger Kaufkraft ca. 23.500 Euro). Ein 5 1⁄4-Zoll-Diskettenlaufwerk (Floppy-Disk) gehörte zur Standardausstattung. Er war im Februar 1984 der erste tragbare PC von IBM in der Klasse der Portables, nachdem Compaq bereits ein Jahr zuvor seinen IBM-kompatiblen Portable erfolgreich auf den Markt gebracht hatte.
Es konnten mehrere Steckplätze mit Erweiterungen bestückt werden, teilweise nur in kurzer Bauform.
Als besonderer Komfort war über dem Diskettenlaufwerk ein etwa 1 cm hohes Steckfach für 5 1⁄4-Zoll-Disketten vorhanden. Ein solches Merkmal bot allerdings schon der erste tragbare Computer (Osborne 1).
Der Portable verfügte über ein Netzteil, das wahlweise mit 110 oder 230 Volt, 50/60 Hz, betrieben werden konnte. Er bot somit gute Voraussetzungen für mobilen, internationalen Gebrauch. Batteriebetrieb war auf Grund des Strombedarfs noch undenkbar. Nach einiger Betriebsdauer wurde das Gehäuse mehr als nur handwarm. Dennoch war der PC für die damalige Zeit zuverlässig.

## Literatur

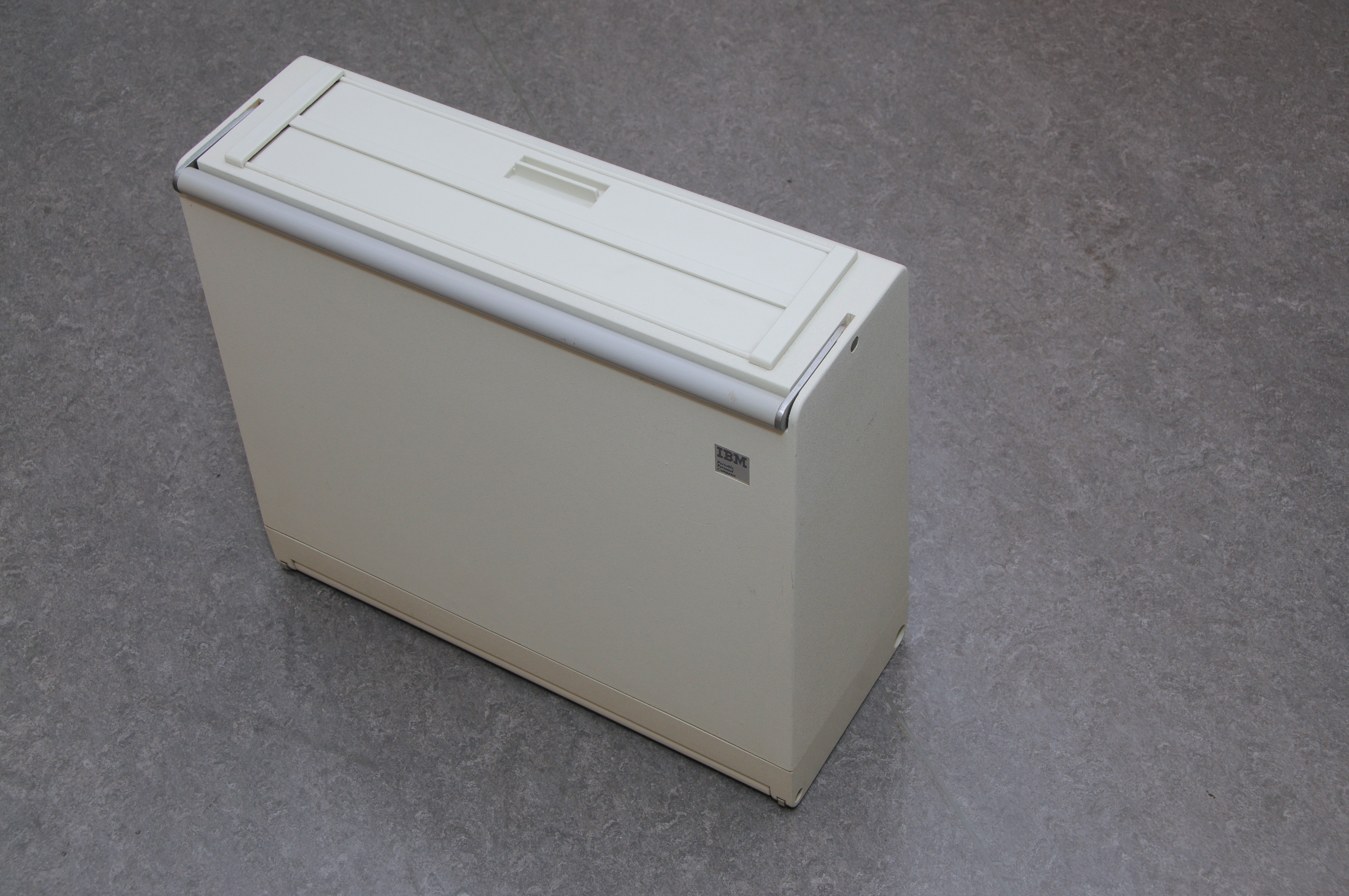
Koffer aufgestellt, geschlossen
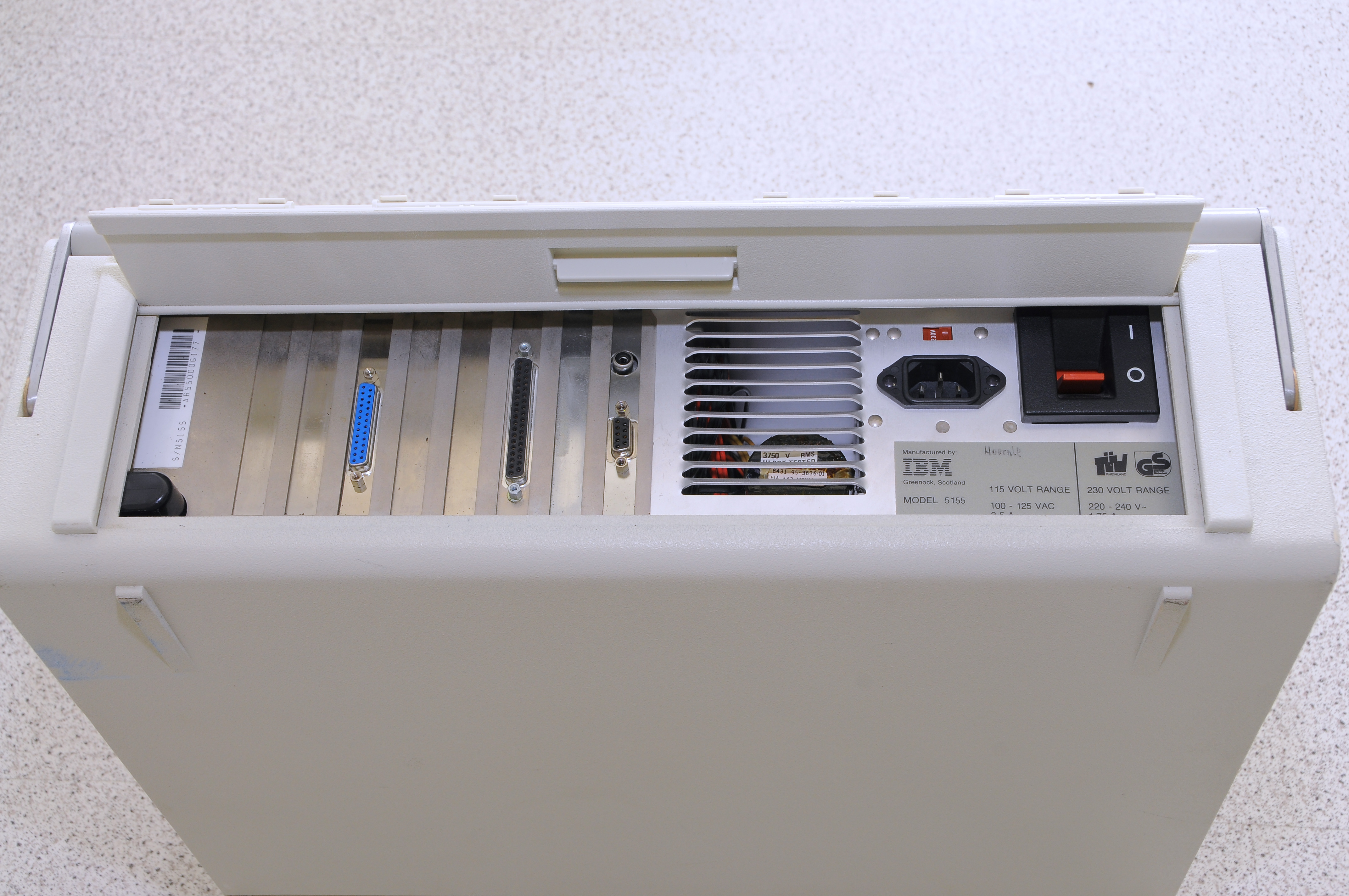
Verschlussklappe für Stromanschluss und Schnittstellen offen
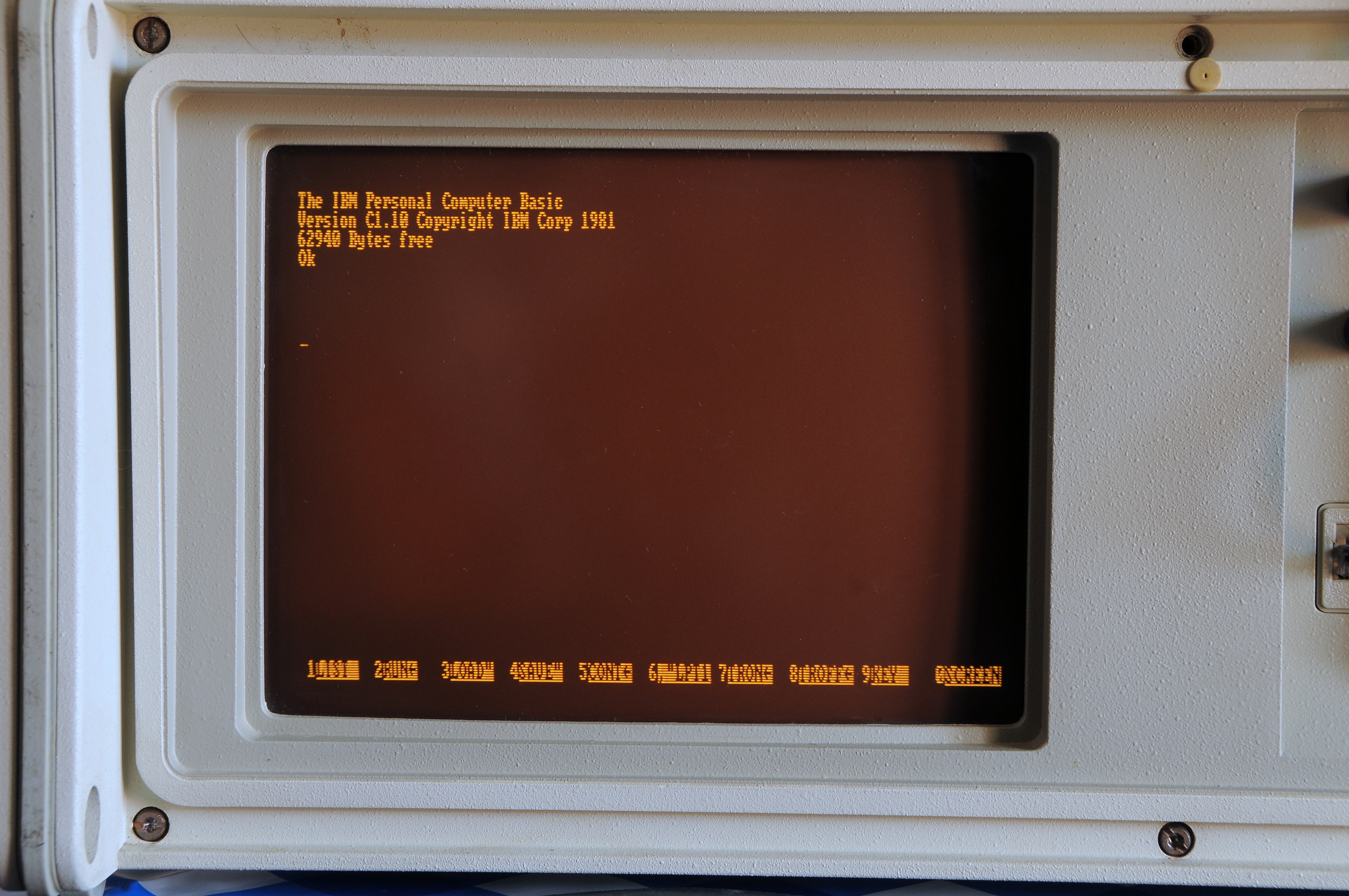
Startbildschirm des eingebauten ROM-BASIC-Interpreters